# Reginald Lee

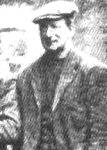
Reginald Lee

Reginald Robinson Lee (* 19. Mai 1870 in Benson, Oxfordshire, England; † 6. August 1913 in Kenilworth, Warwickshire, England) war Ausguck an Bord der Titanic, die am 15. April 1912 sank.

## Leben
Reginald Lee war das älteste Kind von William Lee, Schuldirektor von Bensington, und dessen Frau Jane Sarah Lee. In Bensington wurde Lees Schwester Agnes geboren. 1876 zog die Familie nach Whitchurch (Hampshire), wo Lees einziger Bruder Herbert das Licht der Welt erblickte. Bis 1881 sollte Jane Lee noch drei weitere Töchter (Irene, Leonie und Marion) zur Welt bringen, die jedoch in Southsea geboren wurden. Reginald Lee hatte demnach vier jüngere Schwestern und einen jüngeren Bruder.
Am 23. Oktober 1887 starb William Lee im Alter von 42 Jahren an einer schweren Lungenentzündung. Reginald, nun 17 Jahre alt, musste Geld für die Familie verdienen und heuerte bei der White Star Line an. Genauere Unterlagen fehlen jedoch, um die Stationen seines beruflichen Lebens zu rekonstruieren, bevor er im April 1912 – nun knapp 42 Jahre alt – als Ausguck auf die Titanic versetzt wurde.
Zusammen mit dem 24 Jahre alten Frederick Fleet tat er auch in der Nacht vom 14. auf den 15. April 1912 im Krähennest Dienst. Um 23:40 Uhr lief die Titanic auf einen Eisberg auf, obwohl Fleet ihn kurz zuvor noch gesichtet und an die Brücke gemeldet hatte. Mit 46 anderen Passagieren und Mannschaftsmitgliedern (andere Quellen nennen 63 Personen) bestieg Reginald Lee das Rettungsboot Nr. 13, das um 1:35 Uhr von der Titanic abfierte, bevor das Schiff um 2:20 Uhr versank.
Wie die übrigen Überlebenden wurde Lee mit der Carpathia nach New York City gebracht und war später sowohl beim US-amerikanischen als auch  britischen Untersuchungsausschuss anwesend.
Reginald Lee kündigte seinen Dienst bei der White Star Line und ließ sich, nach seiner Rückkehr nach England, nahe Kenilworth nieder. Hier starb er am 6. August 1913, knapp anderthalb Jahre nach dem Untergang der Titanic. Die Todesurkunde, die am 9. August 1913 ausgestellt wurde, nennt Herzversagen nach einer überstandenen Lungenentzündung und Pleuritis als Todesursache.

## Verfilmungen
In jeder Verfilmung des Untergangs der Titanic stellen junge Schauspieler, die nicht älter als 30 Jahre alt sind, Reginald Lee dar. Der historische Lee war zum Zeitpunkt des Unterganges bereits 41 Jahre alt.
- 1958: Die letzte Nacht der Titanic: Roger Avon
- 1979: S.O.S. Titanic: Kevin O’Shea
- 1996: Titanic: Aaron Pearl
- 1997: Titanic: Martin East